# Smithtown (Nowy Jork)
Smithtown – miasto w Stanach Zjednoczonych, w stanie Nowy Jork, w hrabstwie Suffolk.